# A Western Legacy
A Western Legacy è un cortometraggio muto del 1912 diretto e interpretato da Gilbert M. 'Broncho Billy' Anderson.

## Produzione
Il film fu prodotto dalla Essanay Film Manufacturing Company. Gilbert M. 'Broncho Billy' Anderson, fondatore della casa di produzione Essanay (che aveva la sua sede a Chicago), cominciò a girare i suoi western in California. A Western Legacy fu girato a Lakeside.

## Distribuzione
Distribuito dalla General Film Company, il film - un cortometraggio in una bobina - uscì nelle sale cinematografiche statunitensi il 21 maggio 1912. Venne distribuito nel Regno Unito il 21 luglio 1912.